# Nocnym pociągiem aż do końca świata
Nocnym pociągiem aż do końca świata – drugi singel zespołu Myslovitz z płyty Happiness Is Easy, wydany w sierpniu 2006 roku. 

## Lista utworów
- "Nocnym pociągiem aż do końca świata"  (4:26)